# انخفاض الدم السماحي
انخفاض ضغط الدم المسموح به أو الإنعاش الخافض للضغط  هو استخدام العلاج بالسوائل المقيدة، خاصة في مريض المصاب، الذي يزيد من ضغط الدم النظامي دون الوصول إلى ضغط الدم الطبيعي. ضغط الدم الهدف لهؤلاء المرضى هو ضغط شرياني متوسط 40-50 ملم زئبقي أو ضغط دم انقباضي أقل من أو يساوي 80. هذا يتوافق مع معايير سريرية معينة. بعد الإصابة الرضحية، يعاني بعض المرضى من انخفاض ضغط الدم الذي يرجع عادة إلى فقدان الدم (النزيف) ولكن يمكن أن يكون بسبب أسباب أخرى أيضًا (على سبيل المثال، تسرب الدم حول أم الدم الأبهرية البطنية). في الماضي، كان الأطباء عدوانيين جدًا في إنعاش السوائل (إعطاء السوائل مثل المحلول الملحي العادي أو الرنين الرضيع من خلال الوريد) في محاولة لجلب ضغط الدم إلى القيم الطبيعية. وجدت الدراسات الحديثة أن هناك بعض الفائدة للسماح لمرضى معينين بتجربة درجة معينة من انخفاض ضغط الدم في وضع معين. لا يستبعد هذا المفهوم العلاج عن طريق السوائل الوريدية، أو مقويات التقلص العضلي، أو قيعان الأوعية، فالقيود الوحيدة هي تجنب تطبيع ضغط الدم تمامًا في سياق يمكن فيه تعزيز فقدان الدم. عندما يبدأ الشخص في النزف (كبير أو صغير)، يبدأ الجسم في عملية تجلط طبيعية توقف النزيف في النهاية. يُعتقد أن مشاكل إنعاش السوائل دون التحكم في النزيف هي ثانوية لإزاحة الخثرة (الجلطة الدموية) التي تساعد على التحكم في المزيد من النزيف. تم العثور على خلع الجلطة عند الضغط الانقباضي أكبر من 80 ملم زئبق. بالإضافة إلى ذلك، فإن إنعاش السوائل سيخفف من عوامل التخثر التي تساعد على تكوين الجلطة واستقرارها، مما يجعل من الصعب على الجسم استخدام آلياته الطبيعية لوقف النزيف. تتفاقم هذه العوامل بسبب انخفاض حرارة الجسم (إذا تم إعطاء السوائل دون أن يتم تسخينها أولاً، فسوف تتسبب في انخفاض درجة حرارة الجسم).     
لقد أصبح شائعا في نزيف المرضى دون إصابات في الدماغ. بسبب عدم وجود تجارب سريرية محكومة في هذا المجال، فإن الأدلة المتزايدة على أن الإنعاش الخافض للضغط يؤدي إلى تحسين البقاء على المدى الطويل ينبع بشكل رئيسي من الدراسات التجريبية على الحيوانات. أظهرت العديد من النماذج الحيوانية للصدمة النزفية غير المنضبط نتائج محسنة عندما يتم أخذ ضغط دم أقل من المعتاد (متوسط ضغط الشرايين من 60 إلى 70 مم زئبقي) كهدف لإعطاء السوائل أثناء النزيف النشط. أظهرت أول دراسة نشرت في البشر، في ضحايا اختراق صدمة الجذع، انخفاضًا كبيرًا في معدل الوفيات عندما تم تقييد إنعاش السوائل في فترة ما قبل المستشفى. ومع ذلك، من المهم أن نلاحظ أن الهدف من هذه الدراسة كان المقارنة بين معيار ما قبل المستشفى والإنعاش السوائل في مركز الصدمة مقابل بداية تأخير إنعاش السوائل (لم يتم إعطاء السوائل حتى يصل المرضى إلى غرفة العمليات). تم بشكل عشوائي دراسة دراسة أحدث 2011 أجرتها مجموعة بايلور على المرضى الذين يحتاجون إلى جراحة طارئة ثانوية لصدمة نزفية إلى متوسط ضغط الدم الشرياني (MAP) 50 مم زئبق مقابل 65 مم زئبق. وجد أن مجموعة MAP الأقل تحتاج إلى كمية أقل من السوائل الوريدية، وتستخدم منتجات دم أقل، ولديها وفيات مبكرة أقل (خلال الـ 24 ساعة الأولى - وهو ما يمثل جزءًا كبيرًا من الوفيات في مرضى الصدمة) والاتجاه نحو انخفاض معدل الوفيات لمدة 30 يومًا وأقل تجلط الدم بعد الجراحة، وخلص إلى أن انخفاض ضغط الدم المسموح به آمن. تم إجراء تجربتين بشريتين كبيرتين لهذه التقنية، والتي أظهرت سلامة هذا النهج بالنسبة للهدف التقليدي (أكبر من 100 ملم زئبقي)، واقترحت فوائد مختلفة، بما في ذلك قصر مدة النزيف وانخفاض معدل الوفيات.  قامت مجموعة جونز هوبكنز بإجراء مراجعة جماعية بأثر رجعي من بنك بيانات الصدمات الوطني الذي وجد فرقًا مهمًا إحصائيًا في معدل الوفيات للمرضى الذين عولجوا بالسوائل الوريدية قبل دخول المستشفى.

## الفيزيولوجيا المرضية
بعد الإصابة يكون للفرد الذين يتمتعون بصحة جيدة قدرة طبيعية على تجلط النزيف. كلما زاد الضغط في أوعيتك، كان من الصعب إيقاف النزيف، حيث أن السائل «يدفع» بشكل أساسي الجلطة للخارج وبالتالي يستأنف النزيف. بمصطلحات أكثر تقنية: انخفاض ضغط الدم يسهل تخثر في الجسم الحي. هذا صحيح بشكل خاص في المرضى الذين لا يزال لديهم نزيف نشط. قد تؤدي محاولات تطبيع ضغط الدم في حالة النزيف غير المنضبط كما هو الحال مع الضحايا الذين يعانون من صدمة اختراق، إلى زيادة فقدان الدم ونتائج أسوأ. في هذا السياق، قد يؤدي تقييد إنعاش السوائل إلى تحسين النتيجة بالفعل. تم اعتماد هذا المفهوم من خلال الدراسات التي أجريت على الحيوانات والتي أظهرت أن إنعاش السوائل العدوانية يزيد من حجم سوائل النزف إلى مستوى كبير بالإضافة إلى ارتفاع معدل الوفيات. 
مشكلة أخرى تتعلق بالإنعاش العدواني للسوائل هي من المتوقع انخفاض درجة حرارة الجسم إذا تم استخدام السوائل المخزنة في درجة حرارة الغرفة. إذا لم يتم تسخين هذه السوائل قبل التسريب (وهو ما لا يسمح به الوقت في بعض الأحيان)، فقد يؤدي ذلك إلى انخفاض كبير في درجة حرارة الجسم الأساسية. يرتبط انخفاض درجة حرارة الجسم بالعديد من المشاكل بما في ذلك اضطراب النزيف، وفشل الأعضاء، وانخفاض ضغط الدم، وهو أحد المكونات الثلاثة في «ثالوث الموت» الذي يخشاه جميع المتخصصين في الصدمات.
لا يحتوي السائل البلوري المستخدم في جهود الإنعاش الأولية على أي عوامل تخثر أو كريات الدم الحمراء. قد يؤدي استخدامه إلى تخفيف عوامل التخثر والكريات الحمراء، وبالتالي ضعف التحكم في النزيف وضعف نقل الأكسجين إلى الأنسجة مما يتسبب في المزيد من الضرر الإقفاري. بالإضافة إلى ذلك، تحتوي البلورات على درجة حموضة حمضية، وإعطاء كميات كبيرة من المحاليل البلورية متساوية التوتر أو مفرطة التوتر قليلاً مثل محلول ملحي طبيعي بنسبة 0.9 ٪ أو رنين الرنين يمكن أن يسبب أو يفاقم الحماض الأيضي، وهو مكون آخر من «ثالوث الموت» مما يؤدي إلى انخفاض في وظيفة عضلة القلب (عضلة القلب).
من المهم النتباه إلى أن انخفاض ضغط الدم المسموح به هو مقياس مؤقت لتحسين النتائج حتى يتم التحكم في مصدر النزيف. هناك مشاكل مرتبطة بنقص ضغط الدم المتسارع لفترات طويلة (> 90 دقيقة تعتبر طويلة الأمد حيث تفوق الآثار الضارة الفوائد وفقًا لأحدث الدراسات على الحيوانات - لا توجد بيانات بشرية متاحة حتى الآن)  يجب أخذها في الاعتبار. يمكن أن يؤدي انخفاض ضغط الدم المتسارع لفترات طويلة إلى تفاقم تجلط الدم بعد الإصابة، وتلف الإقفار الثانوي لضعف تروية الأنسجة بما في ذلك الدماغ، واختلال الميتوكوندريا، والحماض اللبني من بين أمور أخرى. من الممكن أيضًا أن تسمح مواد أخرى، مثل الأستروجين (17 بيتا استراديول) بنماذج أطول من انخفاض ضغط الدم المتساهل. في نموذج الفئران لصدمة نزفية، كان الإستروجين قادرًا على تقليل بعض الآثار السلبية لانخفاض ضغط الدم المتسارع لفترة طويلة وكذلك إطالة البقاء على المدى الطويل.

## موانع الاستعمال
يكون المرضى الذين يعانون من ارتفاع ضغط الدم الموجود مسبقًا في خطر أعلى للوفاة والمراضة أثناء انخفاض ضغط الدم البدائي. هذا يرجع إلى التحول في منحنى التنظيم الذاتي إلى اليمين لمرضى ارتفاع ضغط الدم.
يعتمد انخفاض ضغط الدم المسموح به على قدرة القلب على ضخ السوائل عبر الجسم بكفاءة. ينتج عن السوائل الأقل داخل الأوعية سائل أقل يملأ القلب (الحجم الانبساطي السفلي) مما يؤدي إلى كمية أقل من الحجم الذي يتم ضخه خارج القلب (حجم السكتة الدماغية). هذا مبني على قانون فرانك ستارلينج للقلب. يجب أن يكون المرضى قادرين على تعويض الأحجام المنخفضة إلى حد ما، ولكن المرضى الذين يعانون من أمراض القلب والأوعية الدموية الموجودة مسبقًا مما يحد من وظيفة عضلة القلب (مثل الذبحة الصدرية) قد لا يكون كذلك. قد يؤدي تطبيق انخفاض ضغط الدم المسموح به على فئة المرضى الأخيرة إلى انخفاض التروية التاجية ويؤدي إلى تلف نقص تروية في القلب واحتمال احتشاء عضلة القلب (نوبة قلبية). 
قد يُبطل أيضًا انخفاض ضغط الدم المسموح به في المرضى الذين يعانون من أمراض الأوعية الدموية الدماغية، وتضيق الشريان السباتي، ووظائف الكلى (الكلية) المعرضة للخطر، حيث قد يؤدي انخفاض ضغط الدم إلى الحمأة (سماكة الدم) ويؤدي إلى انسداد تجويف الوعاء الدموي. من المستحسن أيضًا استخدام تحميل السوائل، بدلاً من انخفاض ضغط الدم المتساهل، لضحايا متلازمة السحق.
وهناك نسبة عالية من polytraumatized مرضى يعانون من إصابات في الدماغ . تظهر نتائج بنك بيانات الغيبوبة المؤلمة تأثير وجود أو غياب ضغط الدم (يعرف بأنه تسجيل واحد أو أكثر من ضغط الدم الانقباضي ≤90   مم زئبق) أو نقص الأكسجة (PaO2 <60   ملم زئبق) في وقت القبول) على نتائج المرضى الذين يعانون من إصابات في الدماغ ونقص ضغط الدم عند دخول المستشفى أظهر ضعف الوفيات وزيادة كبيرة في المراضة عند مقارنته مع المرضى الذين يعانون من نقص في ضغط الدم. أدى وجود ما يصاحب ذلك من نقص الأكسجة ونقص ضغط الدم عند القبول إلى وفيات 75 ٪. تشير الأدلة بقوة إلى أن تجنب أو تقليل انخفاض ضغط الدم خلال الفترة الحادة وما بعد الإصابة بعد إصابة الدماغ المؤلمة كان لديه أعلى احتمال لتحسين نتائج أي مناورة علاجية واحدة. لذلك، فإن إدارة مريض يعاني من إصابات دماغية ونزيف مستمر في مكان آخر يصبح توازنًا بين تلبية متطلبات الدماغ مقابل متطلبات الجسم، والتي يجب معالجتها من قبل طبيب التخدير والجراح وطبيب الطوارئ.

## التوصيات الحالية
- بريطانيا : إنعاش للحفاظ على نبض شعاعي ملموس (يدل على ضغط الدم الانقباضي 80-90 مم زئبق) في النزيف المستمر في الجنود وللحفاظ فقط على نبض مركزي محسوس، يدل على ضغط دم انقباضي يبلغ 60 ملم زئبق مع اختراق صدمة الجذع.[22]
- الولايات المتحدة : يتبع الجيش الأمريكي انخفاض ضغط الدم المسموح به. يتم إنعاش أي مريض يعاني من حالة عقلية متغيرة أو يصبح فاقدًا للوعي (ضغط الدم الانقباضي أقل من أو يساوي 50 مم زئبق) لاستعادة التوجيه أو ضغط الدم الانقباضي 70 مم زئبق.[23] [24] [25] [26] [27]
- إسرائيل : يتبع الجيش الإسرائيلي أيضًا انخفاض ضغط الدم المسموح به ويتبع إرشادات مشابهة مثل الولايات المتحدة.[28]